# Михайлівська церква (Суботів)

Церква в 1912 році

Церква святого Архистратига Михаїла в Суботові, або Свято-Михайлівська церква в Суботові — втрачена культова споруда Православної церкви в Суботові, нині селі Черкаської области України. Протягом певного часу входила до складу Чигиринського деканату Руської унійної церкви.

## Відомости
За народними джерелами, храм в ім'я Архистратига Михаїла, у кращих традиціях дерев'яного сакрального зодчества Середнього Подніпров'я, закладено чигиринським підстаростою Михайлом Хмельницьким у першій чверті XVII ст.
На думку Віктора Гуглі,, яку поділяє Тетяна Таїрова-Яковлева, першу Михайлівську церкву, побудовану М. Хмельницьким на початку XVII ст., могли спалити у 1647 році під час нападу Данила Чаплинського, а в 1648—1653 рр. за сприяння гетьмана Богдана на її місці спорудили нову.
За даними Павла Алеппського, у цій церкві був похований Тиміш Хмельницький. Павло Алеппський описав гробівець старшого сина гетьмана в приміщенні церкви. Імовірно, на церковному цвинтарі була похована Ганна Сомко, перша дружина Богдана Хмельницького. Є версії про поховання у Свято-Михайлівській церкві самого гетьмана (на думку Надії Кукси, вони не мають історичного підґрунтя).
У серпні 1656 року місцеві жителі зустрічали патріарха Макарія; за словами Павла Алеппського, вони «вийшли нам назустріч хресною ходою й повели нас у велику нову церкву в ім'я св. Михаїла». 2 серпня 1656 року патріарх відправив панахиду над гробівцем Тимоша Хмельницького.
Пізніше Михайлівська церква перебувала в занедбаному або зруйнованому стані. Закладена й освячена на колишньому місці у 1720 році чигиринським протопіпом Петром Клименком за благословення православного єпископа Кирила Шумлянського. Мельхіседек Значко-Яворський зазначав, що Свято-Михайлівська, як інші церкви Чигиринської протопопії, раніше належала до Київської православної архієпископії, а з відновленням Переяславської єпископії знову перейшла в її відання.
За описом (єпископською візитацією) 1726 року, церква розташовувалася «посередині містечка» Суботова.
Певний час церква була унійною: до складу створеного близько 1740 року Чигиринського деканату приписали 27 навколишніх храмів, серед яких двоє в Суботові.
На думку Тетяни Таїрової-Яковлевої:
- під визначення «ринкової» набагато краще підпадає Михайлівська церква в Суботові[3];
- Лаврентій Похилевич помилково вважав, що парафіяльну Михайлівську церкву збудували в 1786 р. замість попередньої дерев'яної, зведеної в 1718 році[3];
- у церкві існував склеп (крипта), який пов'язували з родиною Хмельницьких, можна з великою впевненістю говорити, що саме в Михайлівській церкві у 1653 році поховали Тимоша Хмельницького[4];
- єдині тогочасні вказівки про поховання гетьмана Богдана пов'язуються з «ринковою» церквою; видається найбільш вірогідним, що його поховали в батьковій церкві на ринку (в центрі села), поряд з улюбленим сином[4];
- дуже перспективними можуть бути археологічні розкопки на місці Михайлівської церкви[7].